# Тітаєвський Микита Андрійович
Микита Андрійович Тітаєвський (нар. 13 січня 2000) — український футболіст, півзахисник.

## Біографія
Народився 13 січня 2000 року. Вихованець СДЮШОР «Чорноморець».
У «Чорноморці» — з липня 2017 року.
Провів 18 матчів за українську національну збірну U-17 у відборі до чемпіонату Європи 2017.
9 листопада 2019 року дебютував за першу команду «моряків» в матчі чемпіонату України 2019/20 серед команд першої ліги проти клубу «Гірник-Спорт» (Горішні Плавні), коли він на 87-й хвилині замінив Віталія Гошкодерю.

## Статистика
| Сезон   | Клуб                    | Ліга         | Чемпіонат | Чемпіонат | Кубок | Кубок | Першість дублерів | Першість дублерів |
| Сезон   | Клуб                    | Ліга         | Ігри      | Голи      | Ігри  | Голи  | Ігри              | Голи              |
| ------- | ----------------------- | ------------ | --------- | --------- | ----- | ----- | ----------------- | ----------------- |
| 2017/18 | «Чорноморець» (Одеса)   | Прем'єр-ліга | 0         | 0         | 0     | 0     | 19                | 4                 |
| 2018/19 | «Чорноморець» (Одеса)   | Прем'єр-ліга | 0         | 0         | 0     | 0     | 25                | 4                 |
| 2019/20 | «Чорноморець-2» (Одеса) | Друга ліга   | 19        | 2         | 0     | 0     | 0                 | 0                 |
| 2019/20 | «Чорноморець» (Одеса)   | Перша ліга   | 6         | 0         | 0     | 0     | 0                 | 0                 |
| 2020/21 | «Чорноморець» (Одеса)   | Перша ліга   | 3         | 0         | 2     | 0     | 0                 | 0                 |